# 日裔巴基斯坦人
日裔巴基斯坦人，是一個小型的日僑群體。在2013年有917個日本人生活在巴基斯坦。根據巴基斯坦外交部數字，在2007年-2008年約有20000日本觀光客到訪巴基斯坦，主要目的是參訪當地佛教遺址。
在20世紀80年代和90年代，住在卡拉奇的日本人口曾超過2000人。現在社區已經縮小。

## 教育
在卡拉奇和伊斯蘭堡有日本人學校為當地日本兒童提供日語教學，這些學校多由日本文部科學省認證和由日本政府提供連作資金。